# In Flames' diskografi
Det svenske melodiske dødsmetal-band In Flames' diskografi betsår af ni studiealbums, et live album, tre ep'er, fire singler, et videoalbum og nitten musikvideoer. Efter at have skrevet kontrakt med Wrong Again Records udgav In Flames deres debutalbum Lunar Strain (1994) fulgt af ep'en Subterranean (1995). Efter at have skrevet en ny kontrakt med Nuclear Blast Records udgav de The Jester Race (1996). Følgende år publicerede gruppen den anden ep Black-Ash Inheritance og albummet Whoracle. Bandets sjette studiealbum Colony (1999) nåede top 30 på Sveriges og Finlands hitlister. Clayman fulgte i samme spor året efter, og nåede top 20 i de samme lande. Turnéen der var beregnet til at fremme albummet, blev indspillet og udgivet som bandets første livealbum ved navn The Tokyo Showdown (2001), der brød ind på top 40 i både Sverige og Finland. Reroute to Remain (2002) nåede plads 5 på både den svenske og findske hitliste, og brød ind som nummer 10 på Top Heatseekers listen i USA. Albummet blev fulgt af deres første single derfra ved navn "Cloud Connected", som dog ikke kom på nogen hitliste.
I 2003 udgav In Flames ep'en Trigger, der indeholdt titelsporet, sammen med en remiks, en coverversion af Genesis' "Land of Confusion" og to musikvideoer. Den blev fuldt op af Soundtrack to Your Escape i 2004, som nåede nummer 3 i Sverige og 2 på Top Heatseekers listen. Fra udgivelsen kom singlen "The Quiet Place", der endte på plads nummer 2 i deres hjemland. Used & Abused - In Live We Trust var bandets debutmusikvideo, og den første udgivelse til at toppe den svenske hitliste. Come Clarity (2006) fulgte samme handlingsplan, og toppede både den findske og svenske hitliste, nåede plads nummer 2 på Billboard Top Independent Albums, nummer 6 i Tyskland og indenfor top 30 i tre andre europæiske lande. Albummet blev fulgt af singlen "Come Clarity", der kun udkom i et begrænset antal, og nåede nummer 52 i deres hjemland. Før de udgav deres niende album, udgav In Flames deres single "The Mirror's Truth", som nåede plads nummer 5 i Finland. Deres nyeste album A Sense of Purpose (2008) toppede den svenske og Billboards Top Independent Albums, og nåede top ti i Østrig, Finland og Tyskland.

## Albumudgivelser

### Studiealbum
| År                                                                                   | Album detaljer                                                                                              | Hitlisteplaceringer | Hitlisteplaceringer | Hitlisteplaceringer | Hitlisteplaceringer | Hitlisteplaceringer | Hitlisteplaceringer | Hitlisteplaceringer | Hitlisteplaceringer | Hitlisteplaceringer | Hitlisteplaceringer |
| År                                                                                   | Album detaljer                                                                                              | SVE                 | AUS                 | FIN                 | FRA                 | TYS                 | NOR                 | SPA                 | SCH                 | UK                  | USA                 |
| ------------------------------------------------------------------------------------ | --- | ------------------- | ------------------- | ------------------- | ------------------- | ------------------- | ------------------- | ------------------- | ------------------- | ------------------- | ------------------- |
| 1994                                                                                 | Lunar Strain - Udgivet: 1. august, 1994 - Pladeselskab: Wrong Again (#3) - Format: CD, LP                   | —                   | —                   | —                   | —                   | —                   | —                   | —                   | —                   | —                   | —                   |
| 1996                                                                                 | The Jester Race - Udgivet: 20. februar, 1996 - Pladeselskab: Nuclear Blast (#168) - Format: CD, LP          | —                   | —                   | —                   | —                   | —                   | —                   | —                   | —                   | —                   | —                   |
| 1997                                                                                 | Whoracle - Udgivet: 27. Oktober, 1997 - Label: Nuclear Blast (#284) - Format: CD, LP                        | —                   | —                   | 33                  | —                   | 78                  | —                   | —                   | —                   | —                   | —                   |
| 1999                                                                                 | Colony - Udgivet: 31. maj, 1999 - Pladeselskab: Nuclear Blast (#399) - Format: CD, LP                       | 34                  | —                   | 27                  | —                   | 69                  | —                   | —                   | —                   | —                   | —                   |
| 2000                                                                                 | Clayman - Udgivet: 3. juli, 2000 - Pladeselskab: Nuclear Blast (#499) - Format: CD                          | 17                  | —                   | 20                  | —                   | 43                  | —                   | —                   | —                   | —                   | —                   |
| 2002                                                                                 | Reroute to Remain - Udgivet: 2. september 2002 - Pladeselskab: Nuclear Blast (#624) - Format: CD, LP        | 5                   | 67                  | 5                   | 81                  | 23                  | —                   | —                   | —                   | —                   | —                   |
| 2004                                                                                 | Soundtrack to Your Escape - Udgivet: 29. marts, 2004 - Pladeselskab: Nuclear Blast (#1231) - Format: CD, LP | 3                   | 25                  | 13                  | 82                  | 28                  | 36                  | —                   | —                   | 132                 | 145                 |
| 2006                                                                                 | Come Clarity - Udgivet: 3. februar, 2006 - Pladeselskab: Nuclear Blast (#1309) - Format: CD, LP             | 1                   | 16                  | 1                   | 89                  | 6                   | 27                  | 88                  | 30                  | 67                  | 58                  |
| 2008                                                                                 | A Sense of Purpose - Udgivet: 4. april, 2008 - Pladeselskab: Nuclear Blast (#2083) - Format: CD, LP         | 1                   | 6                   | 3                   | 64                  | 6                   | 15                  | 90                  | 29                  | 54                  | 28                  |
| "—" angiver udgivelser der ikke kom på hitlisten eller ikke blev udgivet i det land. | |                     |                     |                     |                     |                     |                     |                     |                     |                     |                     |

### Live album
| År   | Album detaljer                                                                                      | Hitliste- placering | Hitliste- placering |
| År   | Album detaljer                                                                                      | SVE                 | FIN                 |
| ---- | --------------------------------------------------------------------------------------------------- | ------------------- | ------------------- |
| 2001 | The Tokyo Showdown - Udgivet: 6. august, 2001 - Pladeselskab: Nuclear Blast (#636) - Format: CD, LP | 43                  | 31                  |

### Ep'er
| År   | Ep detaljer                                                                                              |
| ---- | --- |
| 1995 | Subterranean - Udgivet: 15. juni, 1995 - Pladeselskab: Wrong Again (#6) - Format: 12-tommer, CD          |
| 1997 | Black-Ash Inheritance - Udgivet: 15. august, 1997 - Pladeselskab: Nuclear Blast (#251) - Format: Form CD |
| 2003 | Trigger - Udgivet: 10. juni, 2003 - Pladeselskab: Nuclear Blast (#1130) - Format: 10-tommer, CD & DVD    |

### Demo
Promo Demo '93 er en demo af In Flames fra 1993, som bandet selv producerede. Alle sangene endte på deres debutalbum Lunar Strain der udkom året efter.

#### Spor
1. "In Flames" – 05:42
2. "Upon An Oaken Throne" – 03:03
3. "Clad in Shadows" – 03:20

### Singler
| År                                                                                   | Sang                 | Hitlisteplacering | Hitlisteplacering | Hitlisteplacering | Hitlisteplacering | Album                     |
| År                                                                                   | Sang                 | SVE               | ØST               | FIN               | TYS               | Album                     |
| ------------------------------------------------------------------------------------ | -------------------- | ----------------- | ----------------- | ----------------- | ----------------- | ------------------------- |
| 2002                                                                                 | "Cloud Connected"    | —                 | —                 | —                 | —                 | Reroute to Remain         |
| 2004                                                                                 | "The Quiet Place"    | 2                 | —                 | 16                | 91                | Soundtrack to Your Escape |
| 2006                                                                                 | "Come Clarity"       | 52                | —                 | —                 | —                 | Come Clarity              |
| 2008                                                                                 | "The Mirror's Truth" | 14                | 51                | 5                 | 72                | A Sense of Purpose        |
| "—" angiver udgivelser der ikke kom på hitlisten eller ikke blev udgivet i det land. |                      |                   |                   |                   |                   |                           |

## Videoer

### Videoalbum
| År   | Video detaljer | Hitlisteplacering | Hitlisteplacering | Hitlisteplacering | Hitlisteplacering |
| År   | Video detaljer | SVE               | FIN               | TYS               | USA               |
| ---- | --- | ----------------- | ----------------- | ----------------- | ----------------- |
| 2005 | Used & Abused - In Live We Trust - Udgivet: 25. juli, 2005 - Pladeselskab: Nuclear Blast (#661) - Format: CD & DVD | 1                 | 1                 | 56                | 30                |

### Musikvideoer
| År   | Titel                  | Instruktør       |
| ---- | ---------------------- | ---------------- |
| 1999 | "Ordinary Story"       | Tamara Jordan    |
| 2000 | "Pinball Map"          | Artoon Animation |
| 2000 | "Only for the Weak"    | Roger Johansson  |
| 2002 | "Cloud Connected"      | Roger Johansson  |
| 2003 | "Trigger"              | Roger Johansson  |
| 2003 | "System"               | Patric Ullaeus   |
| 2004 | "The Quiet Place"      | Patric Ullaeus   |
| 2004 | "Touch of Red"         | Patric Ullaeus   |
| 2005 | "Borders and Shading"  | Patric Ullaeus   |
| 2005 | "Like You Better Dead" | Thomas Tjäder    |
| 2005 | "Evil in a Closet"     | Patric Ullaeus   |
| 2005 | "Episode 666"          | Patric Ullaeus   |
| 2005 | "Dial 595-Escape"      | Patric Ullaeus   |
| 2005 | "F(r)iend"             | Patric Ullaeus   |
| 2005 | "My Sweet Shadow"      | Patric Ullaeus   |
| 2006 | "Take This Life"       | Patric Ullaeus   |
| 2006 | "Come Clarity"         | Lex Halaby       |
| 2008 | "The Mirror's Truth"   | Popcore          |
| 2008 | "Alias"                | Patric Ullaeus   |
| 2009 | "Delight and Angers"   | Patric Ullaeus   |

## Fodnoter
1. 1 2 3 4 5 6 7 8 9  "Discography In Flames". swedishcharts.com. Hentet 6. august 2008.
2. 1 2 3 4 5 6 7  "Discography In Flames". finnishcharts.com. Hentet 6. august 2008.
3. 1 2 3 4 5  "Artist Chart History - In Flames". Billboard. Nielsen Business Media. Arkiveret fra originalen 29. januar 2009. Hentet 6. august 2008.
4. 1 2  "Veckolista DVD Album - Vecka 31". Sverigetopplistan (svensk). Swedish Recording Industry Association. 4. august 2005. Hentet 19. januar 2009. {{cite web}}: Teksten "Grammofon Leverantörernas Förening" ignoreret (hjælp)
5. 1 2 3  "Discographie In Flames" (tysk). austriancharts.at. Hentet 6. august 2008.
6. 1 2 3 4  "Chartverfolgung - In Flames" (tysk). Musicline.de. Arkiveret fra originalen 1. februar 2009. Hentet 6. august 2008.
7. ↑  "Discographie In Flames" (fransk). lescharts.com. Hentet 6. august 2008.
8. ↑  "Discography In Flames". norwegiancharts.com. Hentet 6. august 2008.
9. ↑  "Discography In Flames". spanishcharts.com. Hentet 6. august 2008.
10. ↑  "Discography In Flames". swisscharts.com. Hentet 6. august 2008.
11. ↑  "Chart Log UK". Zobbel. Hentet 19. januar 2009.
12. ↑  "In Flames - UK Singles & Albums Chart Archive". Chart Stats. Arkiveret fra originalen 26. maj 2012. Hentet 10. december 2008.
13. ↑  "Suomen virallinen lista - DVD - Viikko 31/2005". YLE Pop (finsk). YLE. Hentet 2009-01-20. (Webside ikke længere tilgængelig)
14. ↑  "Top Music Video - Used & Abused in Live We Trust". Billboard. Nielsen Business Media. 8. oktober 2005. Arkiveret fra originalen 29. januar 2009. Hentet 2009-01-19.
15. 1 2  Death... Is Just the Beginning, Vol. 6 (DVD booklet) (Medienoter). Nuclear Blast. 2001. s. pp. 2–3. {{cite AV media notes}}: |format= kræver at |url= også er angivet (hjælp); |pages= har ekstra tekst (hjælp); Cite har en ukendt tom parameters: |albumlink=, |mbid= og |notestitle= (hjælp); Ukendt parameter |bandname= ignoreret (hjælp); Ukendt parameter |publisherid= ignoreret (hjælp)
16. ↑  "Only for the Weak". MTV. MTV Networks. 25. juli 2000. Arkiveret fra originalen 12. april 2015. Hentet 18. januar 2009.
17. ↑  "Cloud Connected". MTV. MTV Networks. 3. september 2002. Arkiveret fra originalen 12. april 2015. Hentet 18. januar 2009.
18. 1 2  Patric Ullaeus. "Music Video Archive 1993–2008". Revolver Film Company. Hentet 9. december 2008.
19. ↑  "In Flames: Like You Better Dead Video Posted Online". Blabbermouth.net. Roadrunner Records. 6. september 2005. Hentet 6. august 2008.
20. ↑  "Come Clarity". MTV. MTV Networks. Arkiveret fra originalen 21. oktober 2013. Hentet 6. august 2008.
21. ↑  "The Mirror's Truth". MTV. MTV Networks. Arkiveret fra originalen 21. oktober 2013. Hentet 6. august 2008.
22. ↑  "Alias". MTV. MTV Networks. 4. september 2008. Arkiveret fra originalen 12. april 2015. Hentet 9. december 2008.
23. ↑  "In Flames: 'Delight and Angers' Video to Debut This Month". Blabbermouth.net. Roadrunner Records. 4. marts 2009. Hentet 11. marts 2009.